# Мош

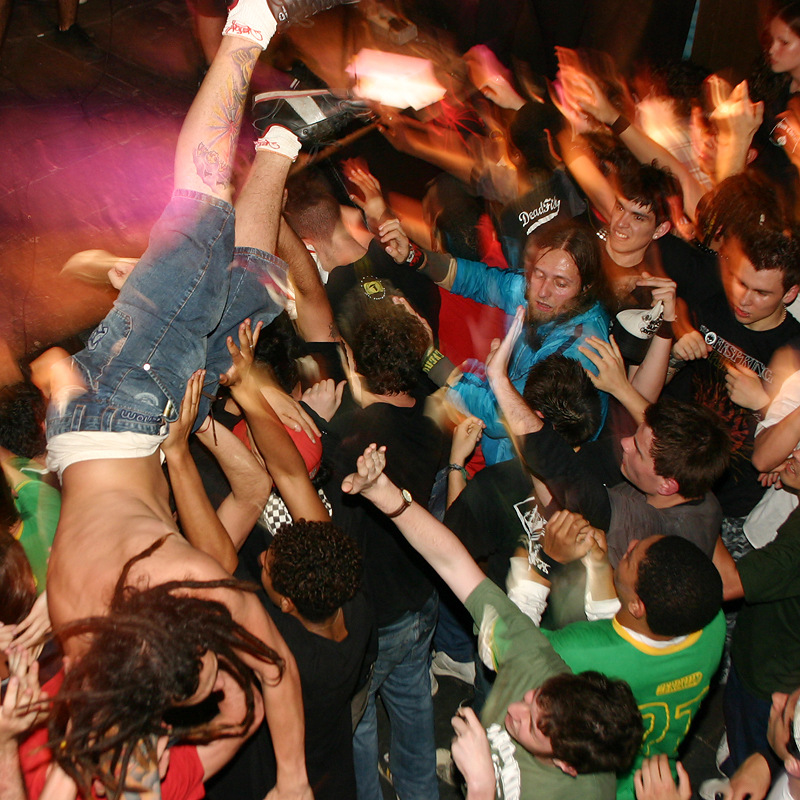
Мошпит

Мош (англ. mosh) — танец, происходящий, в основном, на хардкор-панк концертах. Популярен также на концертах металкор, дэткор и других родственных жанров и поджанров. Танец является весьма агрессивным и имеет наивысший разгар во время брейкдаун-моментов в композиции.
Как таковой, мош зародился в начале 1980-х годов на Нью-Йоркских и Бостонских хардкор-панк концертах. Предшественником моша является слэм, и даже в нынешнее время эти понятия нередко используются как синонимы. Однако, в отличие от слэма, мош является танцем, так как он выполняется в такт музыке. Для определённых моментов композиции существуют свои вариации движений. Во время быстрых или весёлых моментов принято совершать движение под названием «2-step», которое представляет собой захлёст одной ноги за другую по очереди. Во время этого движения создаётся впечатление, будто танцор шагает, оставаясь на месте. Во время более медленных и агрессивных моментов, так называемых брейкдаунов, выполняются различные удары руками и ногами. Эти удары выполняются с разной скоростью, в зависимости от ритма музыки. Иногда во время танцев имеют место движения юмористического характера, которые являются проявлением веселья, нежели агрессии. Примером может послужить движение «лодочка», в котором группа людей садится на пол друг за другом и совершает махи руками, напоминающие греблю вёслами.
Кроме того, мош подразделяется на незначительные подтипы. Одними из таких разветвлений являются «Ninja pit» и «Guerilla Style», которые содержат в себе элементы акробатики. Также существует вид под названием «Street mosh», в котором танцы производятся не на концертах, а непосредственно на улице под магнитофонную музыку. Однако данный подтип является, в большей степени, тренировкой и способом развлечения, чем полноценным танцем.
Изначально мош являлся подпольным танцем, однако в данный момент мош является неотделимой частью любого хардкор-панк или битдаун-концерта. Многие группы изображают в своих клипах мош-танцы: клип «Step Down» группы Sick of It All выполнен в стиле ознакомления с мош-танцами и их элементами. Также он присутствует в клипах групп Hatebreed — «I Will Be Heard», AFI — «The Leaving Song Pt. II», Comeback Kid — «Wake the Dead», Your Demise — «The Blood Stays On The Blade» и многих других.
Хоть мош и выглядит пугающе, у этого танца есть свои правила:
1. Пит (круг) создают посредством слэма, обычного толкания.
2. На линии круга, в основном, стоят только участники моша.
3. Танцоры держат расстояние, никто не будет выполнять взмахи руками и ногами, если рядом стоит человек.
4. Мош может быть контактным и бесконтактным. В контактный мош входят только сами участники, контакт с непричастными к танцу людьми считается невежеством и такого танцора, в основном, наказывают сами танцоры.
5. Сёркл-пит, слэм и «лодочка» танцоры игнорируют, но также не мешают выполнять другим участникам концерта.